# Auch
Per la ciutat a la vall de Fergana anomenada Aush o Ush, vegeu Osh
Aush o, preferiblement segons l'IEC, Auch, (en occità, Aush; en francès, Auch) és un municipi francès de Gascunya, situat al departament del Gers i a la regió d'Occitània. L'any 2013 tenia 21.962 habitants.

## Geografia

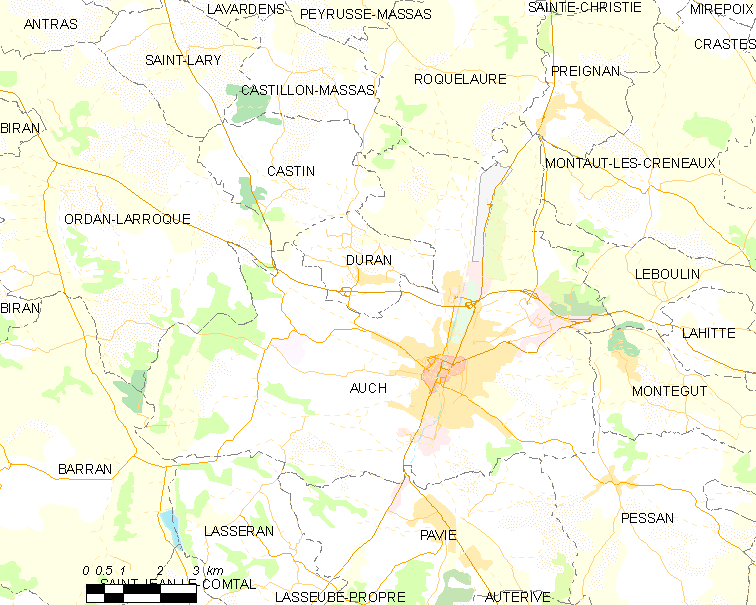
Mapa de la comuna de Aush

## Història
La ciutat es deia Elimberris o Iliberris, que vol dir ciutat nova i era la capital del poble aquità dels Ausci; a l'arribada dels romans el 56 aC la van construir de nou a la vora del riu i la van anomenar Augusta Ausciorum, del que va derivar Aush i en francès convertit en Auch. Seu d'un bisbat (vegeu Arquebisbat d'Aush) que fou convertit en arquebisbat el segle ix i fou la seu primada d'Aquitània fins al 1789, la vila va suplantar com a capital regional a Elusa el segle viii. A l'edat mitjana la vila es va desplaçar cap al seu emplaçament inicial més alt però modernament la part baixa tocant el riu es va anar edificant. El 1716 va esdevenir seu dels Estats generals de Gascunya.

## Administració i política

### Alcaldes
| Alcalde         | Període     |
| --------------- | ----------- |
|                 |             |
| Claude Desbons  | 1995 - 2001 |
| Claude Bétaille | 2001 - 2008 |
| Franck Montaugé | 2008-       |

## Demografia
| 1962                             | 1968   | 1975   | 1982   | 1990   | 1999   |
| -------------------------------- | ------ | ------ | ------ | ------ | ------ |
| 18.918                           | 21.462 | 23.185 | 23.258 | 23.136 | 21.838 |
| Població obtinguda des del 1962: |        |        |        |        |        |

## Llocs d'interès
- Catedral Santa Maria

## Personatges il·lustres
- Arnaud Denjoy (1884-1974), matemàtic.
- Raymond Mastrotto (1934-1984), ciclista.
- Jean-Marc Rouillan (1952-), fundador i cap del grup armat Action Directe.